# Nayattu
Nayattu (deutsche Entsprechung: Die Jagd) ist ein indischer Film aus dem Jahr 2021. Er wurde in der Sprache Malayalam gedreht. Regisseur und Koproduzent des Films, den man als Tragödie und Thriller einordnen kann, ist Martin Prakkat. Das Drehbuch stammt von Shahi Kabir. Hauptrollen wurden besetzt mit Kunchako, Joju George und Nimisha Sajayan. In weiteren Rollen spielen Jaffar Idukki, Anil Nedumangad und Hakkim Shajahan. Mahesh Narayanan schnitt den Film, während Shyju Khalid sich um die Kinematografie kümmerte. Vishnu Vijay komponierte die Filmmusik. Ranjith Balakrishna und P. M. Sasidharan produzierten den Film für Gold Coin Motion Picture Company und Martin Prakkat Films.

## Handlung
Praveen Michael (Kunchacko Boban) tritt wieder in einer neuen Wache als Zivilpolizist wieder in die Polizei ein. Ein örtlicher politischer Rowdy, Biju (Dineesh P), der mit Zivilpolizist Sunitha (Nimisha Sajayan) verwandt ist, wird als beständiger Unruhestifter herbeigerufen. Praveen und sein Vorgesetzter (Asst Sub Inspector) ASI Maniyan (Joju George) geraten in einen Streit mit dem Rowdy und sperren diesen in eine Zelle. Der Rowdy kommt durch den politischen Einfluss seiner Dalit-Partei allerdings zügig wieder frei.
Nach einer Hochzeitsfeier sind Maniyan und Praveen betrunken und schließen sich Sunitha an, der ihnen eine Mitfahrgelegenheit bietet. Mit Maniyans Neffen Rahul als Fahrer geraten sie in einen Verkehrsunfall, der aus einem Zusammenstoß mit einem Motorrad resultiert. Sie wollen helfen und entdecken, dass der Motorradfahrer Jayan ein Freund Bijus war. Rahul flieht vom sofort vom Ort, nachdem sie von Zivilisten entdeckt wurden. Sie versuchen Jayan zu retten, dessen Tod jedoch festgestellt wird, senden den Biju-Mob in Aufregung und zwingt das Trio zu ihrer Wache zu fliehen.
Auf der Wache wird Maniyan bewusst, dass sie dessen Mordes beschuldigt werden, woraufhin das Trio flieht. Mit politischem Druck, der auf der Polizei lastet, ziehen sie sich nach Munnar zurück, um dort Asyl zu suchen bei einer alten Bekanntschaft Maniyans.
Der Ministerpräsident wird in die Angelegenheit hineingezogen aufgrund einer bevorstehenden Wahl, wo die Unterstützung der Dalit-Organisation als entscheidend gilt. Eine Gruppe von Senior-Polizisten, angeführt durch SP Anuradha (Yama Gilgamesh) wird ausgeschickt, um die Flüchtigen zu fangen. Sie schaffen es sie zu lokalisieren, können aber keinen Sturmangriff durchführen aufgrund der strategischen Lage ihres Verstecks. Zurück in der Stadt entscheidet sich die Polizei mit Erlaubnis des Ministerpräsidenten ein Drama aufzuführen. Sie verkünden, dass sie die drei Polizeibeamten arrestiert hätten und zeigen den Medien Dummys mit Gesichtern vor.
Als die Gruppe dies schließlich vollführt, ziehen Praveen und Sunitha um. Sie find Maniyan tot in einem Gebäude hängend vor, mit einem Suizid-Video als Todeserklärung auf dessen Mobiltelefon. Wegen der vorherigen Attrapen-Verhaftung ist die Gruppe in Schwierigkeiten. Der Premierminister beschuldigt das Polizei-Ministerium und ordnet an, dass dieses die Schlamperei einstellt. Praveen versucht zu fliehen, um das Suizid-Video zu beschützen, wird jedoch gefangen genommen und zusammen mit Sunitha eingesperrt. Er wird zusammen mit Maniyans Leiche in den Polizeiclub gebracht.
Polizeibeamte inszenieren Maniyans Suizid in Polizeigewahrsam und zwingen die anderen beiden anderen, bestätigende Aussagen zu machen, die Maniyan für den Tod des Dali-Jungen verantwortlich machen und sich somit vom Verbrechen freizusprechen. Praveen und Sunitha lehnen dies beide ab, woraufhin sie in Gewahrsam landen und in einem Polizeitransporter zum Gericht transportiert werden, während die Nachwahl stattfindet.

## Darsteller
- Kunchako Boban als CPO Praveen Michael
- Joju George als ASI Maniyan
- Nimisha Sajayan als CPO Sunitha
- Jaffar Idukki als Chief Minister
- Yama Gilgamesh als SP Anuradha
- Anil Nedumangad als DYSP Crime Branch
- Vinod Sagar als Moorthi
- Hakkim Shajahan als Hakkim
- Samson Matthew Valiyaparambil als Chief Secretary
- Ajit Koshy als DGP
- Manohari Joy als Praveen's mother
- Dineesh P als Biju

## Produktion
Die Aufnahme des Films begann vor der COVID-19-Pandemie und wurde während des Lockdowns pausiert. Die Arbeiten am Film wurden Ende September fortgesetzt und wurden im Oktober 2020 abgeschlossen.

## Musik
Die erste Singleauskopplung aus dem Film-Album wurde am 2. März 2021 veröffentlicht.
| Lied      | Textdichter | Komponist    | Sänger              |
| --------- | ----------- | ------------ | ------------------- |
| Appalaale | Anwar Ali   | Vishnu Vijay | Madhuvanthi Narayan |

## Veröffentlichung
Der Film wurde am 8. April 2021 veröffentlicht.

## Rezeption
Baradwaj Rangan schrieb im Film Companion: „Nayattu is an object lesson on how to take a thriller template and subvert it, leaving the audience thinking that they’ve watched a hard-hitting social drama.“